# High Standard HDM
La High Standard HDM es una pistola semiautomática equipada con un silenciador integral. Basada en la pistola de tiro al blanco High Standard HD, fue adoptada por la Oficina de Servicios Estratégicos (OSS) durante la Segunda Guerra Mundial. Bill Donovan presentó la pistola al presidente Franklin Roosevelt en la Oficina Oval. Debido a las preocupaciones legales en tiempos de guerra, se desarrollaron balas encamisadas.
Todavía se encuentra en los arsenales de Estados Unidos, incluyendo el de la CIA, la Armada de los Estados Unidos y las Fuerzas Especiales del Ejército. Esta pistola también fue suministrada a los pilotos de los Lockheed U-2. "La pistola fue especialmente fabricada por High Standard. Era de calibre .22 y tenía un cañón extra largo con un silenciador al final."

## Descripción
La High Standard HDM es una pistola semiautomática convencional accionada por retroceso y equipada con un silenciador integral que disminuye el sonido de su disparo en más de 20 dB. Este diseño de pistola se entregó originalmente el 20 de enero de 1944, y los modelos de contrato originales fueron pavonados y tenían el silenciador fosfatado. Los siguientes modelos fueron completamente fosfatados. Los modelos producidos para la CIA después de la Segunda Guerra Mundial también eran pavonados. El cargador de 10 cartuchos era intercambiable con el de la Colt Woodsman. El arma tiene la palanca del seguro montada en el lado izquierdo del armazón, en una posición similar a la M1911A1 y la Browning Hi-Power. El punto de mira es una hoja fija y tiene un alza fija con abertura cuadrada.
Esta arma utiliza un retén del cargador montado en la base de la empuñadura. El arma es eficaz a distancias cortas cuando se toma en cuenta la baja energía de la bala disparada. El diseño es simple y típico de la época en la que fue diseñada.[cita requerida]
Esta pistola también fue fabricada en la Argentina.[cita requerida]